# Copa América de Ciclismo de 2004
A Copa América de Ciclismo de 2004 foi a quarta edição da Copa América de Ciclismo, que ocorreu no dia 11 de janeiro de 2004 em São Paulo. Foi realizada no autódromo de Fórmula 1 de Interlagos, no circuito de 4.3 quilômetros. A prova abriu o calendário nacional de ciclismo de 2004, e foi um evento de categoria 1.5 no calendário da União Ciclística Internacional. No masculino, a decisão foi para o sprint final e a vitória ficou com o uruguaio Além Reyes. Já no feminino, Uênia Fernandes venceu escapada.
Um total de R$ 15.000 foi distribuído em premiações, divididos entre os 10 primeiros colocados das provas masculina e feminina, além de R$ 200 distríbuidos para o vencedor de cada meta volante, ou seja, o ciclista que fechava a volta em primeiro lugar. A elite masculina percorreu 8 voltas no Autódromo, em um total de 34,5 quilômetros, ao passo que a elite feminina percorreu 5 voltas, totalizando 21,5 quilômetros. Além de ser disputada pela elite masculina e feminina, a prova também ocorreu para outras 6 categorias.
No mesmo dia da Copa América ocorreram as duas primeiras etapas da 1ª edição da Volta do Estado de São Paulo. A primeira etapa foi logo após a Copa América, ainda no Autódromo de Interlagos, percorrendo 13 quilômetros em 3 voltas no circuito. Pela tarde, foi realizada a segunda etapa, que percorreu 92 quilômetros entre São Paulo e São José dos Campos.

## Resultados

### Masculino
A categoria elite masculino percorreu 8 voltas no circuito em Interlagos. A curta quilômetragem e as metas volantes em cada volta garantiram uma prova bem disputada, com diversos ataques. Em algumas voltas, a média de velocidade ultrapassou os 47 km/h. Na 5ª volta, Márcio May atacou e protagonizou uma das principais fugas da prova, conseguindo abrir uma vantagem sozinho contra o pelotão, mas ele foi alcançado na última volta e a decisão foi para o sprint final. Nos metros finais, a equipe do Uruguai tomou a ponta do pelotão para embalar Além Reyes. O ciclista correspondeu ao esforço da equipe e levou a vitória, uma bicicleta à frente do argentino Eddie Cisneros. Armando Camargo completou o pódio, sendo o melhor brasileiro na prova.
|    | Ciclista           | Equipe                               | Tempo   |
| -- | ------------------ | ------------------------------------ | ------- |
| 1  | Além Reyes         | Uruguai                              | 45' 40" |
| 2  | Eddie Cisneros     | Argentina                            | m.t.    |
| 3  | Armando Camargo    | Sap - São Lucas - Americana          | m.t.    |
| 4  | Rodrigo Mendieta   | São Bernardo                         | m.t.    |
| 5  | Alejandro Borrajo  | Ceramica Panaria - Margres           | m.t.    |
| 6  | Antônio Nascimento | Memorial - Santos                    | m.t.    |
| 7  | Jean Coloca        | Scott - Fadenp - São José dos Campos | m.t.    |
| 8  | Fábio Bensi        | Vimoto - Rio de Janeiro              | m.t.    |
| 9  | Emile Abraham      | Toshiba - EUA                        | m.t.    |
| 10 | Raimundo Carvalho  | Genes Bike                           | m.t.    |

### Feminino
A prova feminina percorreu 5 voltas no circuito. Uênia Fernandes conseguiu escapar do pelotão e levou a vitória isolada, chegando mais de 1 minuto à frente do grupo perseguidor. A prova marcou a volta ao esporte da atleta goiana, que havia sofrido um grave acidente enquanto treinava em setembro de 2003. No sprint pelas demais colocações, Débora Gerhard conquistou a 2ª colocação e Clemilda Fernandes completou o pódio.
|    | Ciclista             | Equipe                               | Tempo   |
| -- | -------------------- | ------------------------------------ | ------- |
| 1  | Uênia Fernandes      | Fupes Santos                         | 36' 44" |
| 2  | Débora Gerhard       | Scott - Fadenp - São José dos Campos |         |
| 3  | Clemilda Fernandes   | Fupes Santos                         |         |
| 4  | Rosane Kirch         | Avulso                               |         |
| 5  | Janildes Fernandes   | Michela Fanini                       |         |
| 6  | Maria Lucilene Alves | Alfa                                 |         |
| 7  | Carla Camargo        | Scott - Fadenp - São José dos Campos |         |
| 8  | Marcilene Teixeira   | Genes Bike                           |         |
| 9  | Luciene da Silva     | Avulso                               |         |
| 10 | Patricia Moreira     | Avulso                               |         |

### Demais Categorias
| Categoria         | Distância | Vencedor                |
| ----------------- | --------- | ----------------------- |
| Kids I            | 4,3 km    | Lincoln Raimundo Tomé   |
| Kids II           | 3 km      | Thiago Igor Ferraz      |
| Juvenil feminino  | 8,3 km    | Camila Coelho Ferreira  |
| Juvenil masculino | 12,9 km   | Henrique Avancini       |
| Master            | 12,9 km   | Douglas Garcez Nunes    |
| Free Power MTB    | 12,9 km   | Edson Alves de Oliveira |

## Ligações Externas
- «Sítio oficial»
- Resultados